# Pampa Libre
Pampa Libre fue un periódico anarquista publicado en la localidad de General Pico (Provincia de La Pampa, Argentina) que se publicó entre los años 1922 y 1930. 

## Los inicios
Este diario anarquista comenzó a editarse el 15 de agosto de 1922. Su primer director fue Juan Enrique Stieben, un maestro oriundo de la ciudad de Paraná (Entre Ríos). Durante el primer año de tenía una tirada de mil ejemplares, compuestos por cuatro páginas. A partir del año 1923 las páginas se aumentaron a seis. A lo largo de sus ocho años de vida, se publicaron 147 números.

## Lazos con otros periódicos anarquistas
Desde su primera edición, sus redactores hicieron explícita su pertenencia a Federación Obrera Regional Argentina (FORA). Como tal, podía ser considerado como órgano de la FORA, pero a partir de la incorporación de Jacobo Prince a la redacción, esta publicación fue alejándose de la FORA hasta romper relaciones en 1924 luego del atentado que sufrieron a mano de gente vinculada con La Protesta y la FORA.
Desde sus inicios, el público al que estuvo principalmente orientado fueron los trabajadores rurales, a quienes los anarquistas veían como poco propensos a los cambios y lucha por sus derechos. Es por ello que propugnaban por hacer propaganda para despertar el espíritu revolucionario de estos trabajadores. Es por ello que la cuestión agraria fue uno de los temas principales de este periódico.
Ya desde sus inicios, Pampa Libre mantuvo fuertes lazos con la publicación quincenal Ideas de La Plata; volviéndose esta una de las principales vías de difusión del diario pampeano. También mantuvo estrechos lazos con otras publicaciones anarquistas como, La Antorcha (Buenos Aires), Brazo y Cerebro (Bahía Blanca), La Verdad (Tandil), Adelante (Avellaneda), Libre Acuerdo (Rosario) y el periódico femenino La Madre, entre otros. Durante la década de 1920 y en el marco de las crecientes diferencias entre los anarquistas en torno a los dos grupos predominantes en torno a La Protesta y La Antorcha, Pampa Libre se mantuvo junto con esta última línea de pensamiento y acción, denominada comúnmente como antorchista y liderada por Rodolfo González Pacheco. Desde sus páginas bregaban por la acción directa como medio para la lucha y las disputas entre los trabajadores y patrones, y renegaban de la mediación del Estado en tanto lo consideraba representante de los sectores patronales.

## El atentado aPampa Libre
Las diferencias de los periódicos adheridos a la corriente antorchista con el grupo de La Protesta llegaron incluso a choques violentos y enfrentamientos armados. Quizás el más importante de estos fue la agresión perpetrada contra las oficinas del periódico Pampa Libre, en el cual falleció un militante de la FORA local, colaborador de La Protesta.
El atentado se produjo el 4 de agosto de 1924, a las 8 de la mañana, cuando fue atacada la imprenta y los redactores de este periódico. Días antes, un grupo de hombres armados salieron de la estación de trenes de Once, en Buenos Aires rumbo a General Pico. Estos eran reconocidos integrantes de la FORA. Si bien el ataque parece haber sido planeado de sorpresa, es probable que los integrantes del periódico pampeano estuvieran preparados, ya que respondieron con las armas en la mano, resultando un muerto del bando atacante, Domingo Di Mayo. Entre los heridos, el de mayor gravedad fue el tipógrafo y redactor de Pampa Libre, Jacobo Prince, a quien una bala le atravesó la columna vertebral, quedando como secuela de por vida una parálisis permanente del lado derecho del cuerpo. Otros heridos fueron: Isidro Martínez, administrador, redactor y tipógrafo, George King (Jorge Rey Villalba), redactor de La Protesta.